# Pelecopsis pooti
Pelecopsis pooti är en spindelart som beskrevs av Robert Bosmans och Rudy Jocqué 1993. Pelecopsis pooti ingår i släktet Pelecopsis och familjen täckvävarspindlar.
Artens utbredningsområde är Spanien. Inga underarter finns listade i Catalogue of Life.